# Louie (serie animada)
Louie (Didou en la versión original), también conocida como Louie dibújame, es una serie animada infantil de origen francés de siete minutos de duración producida en el 2006 por Millimages, basada en los libros creados por Yves Got. La serie comenzó a emitirse en los Estados Unidos el 25 de octubre de 2006 por el canal Nick Jr..

## Formato
Todo episodio comienza con la apertura del programa y cuyo título del episodio siempre comienza con "Louie, dibújame un/a...", la serie se basa en los protagonistas Louie (un conejo blanco antropomórfico) y Yoko (una mariquita) los cuales saludan a los televidentes y a los niños que están en la misma serie, luego realizan una actividad predeterminada en cada episodio hasta que algo ocurre (generalmente un problema), más tarde a Louie se le ocurre la idea de dibujar algo y va en busca de su bolso con lápices dejando a Yoko sola y hablando con la audiencia (o con algún personaje terciario), después regresa Louie con su bolso con lápices para dibujar algo (generalmente un animal que los puede ayudar u objetos inanimados) y al comenzar el dibujo explica los pasos que realiza, Yoko también aporta al dibujo agregando detalles varios y explicando el procedimiento, finalmente el dibujo queda terminado y comienzan a pintarlo, al terminarlo el dibujo cobra vida y comienzan a inteactuar con él (si es un personaje) o a utilizarlo con el fin de resolver el problema (si es un objeto inanimado), la mayoría de las veces el personaje dibujado por Louie y Yoko no le ayuda con su objetivo y ambos deciden repetir el proceso en una hoja de cuaderno (En otros casos repiten el proceso de dibujo para hacer compañía al primer dibujo animal que realizaron), en donde el dibujo cobra vida y este si desea ayudar a los personajes (en caso de ser un objeto inanimado simplemente se usa para recrear el primer dibujo o como obsequio para Yoko o un personaje terciario). Finalmente el problema es solucionado y todos los personajes secundarios que aparecieron en el episodio se reúnen con Louie y Yoko (la mayoría de las veces) en donde se despiden de la audiencia y de los niños presentes en el mismo dibujo animado.
En los episodios posteriores los personajes creados por Louie y Yoko comienzan a ser personajes terciarios y en raras ocasiones aparecen en otros episodios. Además la serie cuenta con cortos interactivos en donde los personajes tienen que buscar a algunos animales que juegan a las escondidas, otro consiste en que los niños dentro de la misma serie adivinen el personaje que Louie y Yoko describen.

## Protagonistas
- Louie: Un conejo blanco que siempre lleva camisa amarilla y shorts rojos, tiene a una hermana menor llamada Sofía y una madre (la cual sólo aparece en pocos episodios).

- Yoko: Una pequeña mariquita y la mejor amiga de Louie, se dedica a dibujar detalles específicos en el dibujo o zonas de gran altura, es de personalidad muy amigable, aunque a veces puede ser algo obstinada.

## Doblaje
- Louie - Miriam Aguilar
- Yoko - Ariela Yuri